# 私立学校
私立学校（しりつがっこう、英: Private school）は、広義においては国立および公立の教育施設に該当しない教育施設。

## 概要
国際法では経済的、社会的及び文化的権利に関する国際規約第13条の「教育を受ける権利」と教育における差別を禁止する条約の第2条と第5条において保護者の教育の選択権と私立学校を設置する権利を明文化している。

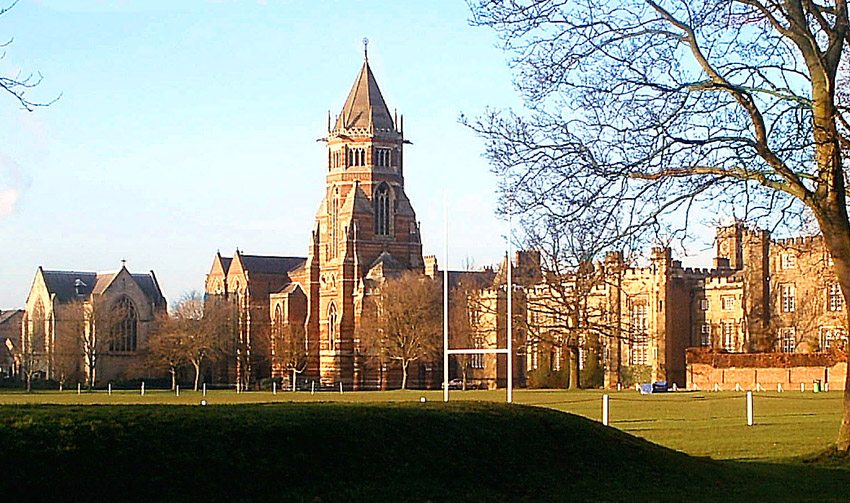
英国ラグビー校はパブリックスクールのひとつ

## 日本
日本において「私立学校」とは、狭義としては以下にそれぞれ規定されている。
- 学校教育法第1条に規定する「学校」（一条校）のうち、同法第2条にて下記の学校法人が設置するもの[注 1]。
- 私立学校法第2条第3項に規定する学校であり[注 2]、同法第3条の学校法人[注 3]が設置するもの。

広義には、国立の教育施設、公立の教育施設に該当しない教育施設の全てを指し、学校教育法第124条の専修学校および第134条の各種学校を含む。私立学校の多くは、私立学校法に基づく学校法人が設置する学校である。略称は私学（しがく）。
また構造改革特別区域制度開始により、該当特区に限り株式会社（学校設置会社）や特定非営利活動法人（学校設置非営利法人）も設置できるようになった（株式会社立学校を参照）。しかしこれらの学校について、前者は構造改革特別区域法第12条の「学校教育法の特例」により、後者は第13条によりそれぞれ「私立学校」と読み替えている一方で、同法第20条の「私立学校法の特例」では触れられていない。したがって、これらの学校は私立学校法でいう「私立学校」には該当しない。また、これらの設置者は私学助成の対象とはならない。
私立学校（幼保連携型認定こども園を除く）には学校教育法第14条の特例が認められ、「当該学校が、設備、授業その他の事項について、法令の規定又は都道府県の教育委員会若しくは都道府県知事の定める規程に違反したときは、その変更を命ずることができる」との規定を私立学校には適用しないとしており（私立学校法第5条）、私立学校において法令違反の事実があれば、所轄庁は行政指導等により是正を求めることになる。但し、私立学校を設置・運営する学校法人の法令違反の事実に関しては、違反の停止、運営の改善その他必要な措置を命令できる（私立学校法第60条）。
また都道府県知事や文部科学大臣が私立学校の設置・廃止や設置者の変更の認可または私立学校の閉鎖命令等を行う時には、都道府県の私立学校審議会（大学・高等専門学校以外）や文部科学省の大学設置・学校法人審議会（大学・高等専門学校）の意見を聴かなければならないなど（私立学校法第8条）、公立学校に比べて、行政に制限を課している。

### 特徴

#### 所轄
私立学校の設置・廃止・変更などの認可は、幼稚園、小学校、中学校、義務教育学校、高等学校、中等教育学校、特別支援学校、専修学校および各種学校については都道府県知事が行う。一方、大学（短期大学を含む）および高等専門学校については文部科学大臣が行う。

#### 幼稚園・小学校・中学校・義務教育学校・高等学校・中等教育学校
学校教育法（法律）・学校教育法施行規則（省令）に基づいて公示される幼稚園教育要領（告示）・学習指導要領（告示）は、法令に特別の定めがある場合を除き、すべての学校が満たさなければならない教育課程の基準である。
教育行政上、公立の幼稚園・小学校・中学校・義務教育学校・高等学校・中等教育学校は、教育要領・学習指導要領から逸脱することはきわめて困難であるが、国立および私立の幼稚園・小学校・中学校・高等学校・中等教育学校は、教育要領・学習指導要領からの逸脱が容易である。そのため、各校独自の方針に基づいた斬新的な教育課程を編成することも可能である。ただし、教育法学の見地からは、教育要領・学習指導要領は、国立・公立・私立を問わずに等しく適用されることとなっている。
学校教育法施行規則の別表、教育要領・学習指導要領は、教育課程の最低基準を定めたものであるので、学校週5日制を実施せず、土曜日も授業を行っても法令・告示上とも、問題はない。また、宗教教育を施すことも可能なため、学費の高さや、幼稚園受験・小学校受験（お受験）や中学入試をもってしてもこれらの特徴がある私立学校へ入学する傾向もある（特に都市部）。
中学受験・高校受験倍率の高い私立学校には、大きく分けて次の2種類がある。また、これら2タイプを兼ね備えた学校も存在する。
- 附属校タイプ - 大学への優先入学制度を持つほか、大学生による教育実習の場として使われることがある学校。

- 進学校タイプ - 学力重視の教育をしており、難関大学への一般入試での合格者が多い学校。

私立学校の教員採用に関しては、各校・各運営学校法人が独自の採用方法を採っている。だが、地域によっては私学協会が私学適性検査を実施していることがあり、教員への応募者はこれを受けてエントリーすることもある。

#### 補助金
日本国憲法89条の中で「公の支配に属しない慈善、教育若しくは博愛の事業」への公金の支出を禁止しているが、「学校教育法および私立学校法」に基づく私立学校は公の支配に属すると解釈され、私立学校法第59条に基づき、補助金（私学助成）を受けている（また、私立学校法に基づかない私立の幼稚園も例外的に認められている）。
インターナショナル・スクール、他にアメリカンスクール・朝鮮学校・中華学校・ブラジル学校の場合は、設置者が、学校法人であるか、私立学校法第64条第4項に規定する法人（準学校法人）であれば、私学助成を受けることが可能である。

### 私立学校の割合
| 校種         | 学校数比率 | 在籍者数比率 |
| ------------ | ---------- | ------------ |
| 各種学校     | 99.4%      | 99.3%        |
| 専修学校     | 93.6%      | 95.6%        |
| 幼稚園       | 61.5%      | 81.3%        |
| 特別支援学校 | 0.7%       | 0.7%         |
| 小学校       | 1.0%       | 1.1%         |
| 中学校       | 7.0%       | 7.2%         |
| 中等教育学校 | 33.3%      | 31.9%        |
| 高等学校     | 25.8%      | 29.8%        |
| 高等専門学校 | 5.2%       | 3.2%         |
| 短期大学     | 93.4%      | 94.1%        |
| 大学         | 76.7%      | 73.6%        |
| 計           | 27.5%      | 28.9%        |

- 大学
  - 現在、日本の大学の約4分の3は私立である。私立大学について、詳しくはこちらを参照のこと。
- 高等専門学校
  - 私立の高等専門学校は少なく、全国に3校（サレジオ（旧育英）工業高専・近畿大学工業高専・金沢工業高専）あるのみである。高知高専に関しては、1962年（昭和37年）に国立へ移管された特殊な経緯をもつ。
- 特別支援学校
  - 数は少ないがそれなりに見られる。
- 専修学校・各種学校
  - 専修学校・各種学校の大半は、私立学校である。

#### 小・中学校
学齢期の日本人であれば義務教育制度によって公立小・中学校への入学が保障されている。そのため、公立小・中学校の滑り止めになる私立小・中学校は存在しない。
小学校
2013年（平成25年）5月1日現在私立小学校は日本全国に221校あるが、東京都53校、神奈川県31校、大阪府17校、兵庫県11校、京都府10校、千葉県9校、広島県8校、福岡県8校、奈良県6校と、南関東と近畿に集中している。その一方、私立小学校がない県も存在する。
中学校
2013年（平成25年）5月1日時点、私立中学校は日本全国に771校あるが、東京都188校、大阪府65校、神奈川県64校、兵庫県41校、埼玉県29校、広島県28校、福岡県27校、静岡県27校、京都府26校、千葉県24校、愛知県22校、北海道16校と、南関東と近畿に集中している。
しかし2012年（平成24年）5月1日現在において、東京都でも中学校第1学年の生徒数比率は25.7%と相対的に少数派である。

#### 高等学校
私立高等学校は日本全国に1320校（この数値には通信制の課程のみを置く高等学校を除く。以下この項目において同じ）あり、東京都は237校、大阪府は95校、神奈川県78校、福岡県59校、愛知県55校、千葉県54校、北海道53校、埼玉県48校、静岡県43校、広島県36校で、中学校ほど一地域に集中していない(2013年5月1日時点)。
高等学校は公立も入学試験があるため、公立高等学校の偏差値が高い地域では公立高等学校入学試験の滑り止めになる私立高等学校も存在する。

#### 中等教育学校
私立中等教育学校は日本全国に17校しか存在しない。私立中等教育学校が存在するのは、宮城県1校(秀光中等教育学校)、茨城県2校(智学館中等教育学校及び土浦日本大学中等教育学校)、栃木県1校(佐野日本大学中等教育学校)、千葉県1校(時任学園中等教育学校)、神奈川県3校(自修館中等教育学校、桐蔭学園中等教育学校及び横浜富士見丘学園中等教育学校)、長野県1校(松本秀峰中等教育学校)、愛知県1校(海陽中等教育学校)、滋賀県1校(MIHO美学院中等教育学校)、大阪府1校(大阪学芸中等教育学校)、奈良県1校(聖心学園中等教育学校)、岡山県1校(朝日塾中等教育学校)、愛媛県2校(済美平成中等教育学校及び新田青雲中等教育学校)並びに福岡県1校(リンデンホールスクール中高学部)のみである。
中高一貫教育を提供している私立中高一貫校の圧倒的多数が中等教育学校に転換していないこともあり、私立中学校及び私立高等学校に比べ地域的偏差は非常に少ない。

## アメリカ合衆国
いかなる行政機関からも資金を得ていない学校をプライベート・スクール（私立学校）と呼んでいる。主に寄付と生徒からの授業料で運営されている。2012年の国勢調査によると、全米の1～12年生の生徒のうち、約10%が私立校に通う。そのうちの約80%が宗教系の学校に通い、その約半数がカトリック系である。授業料の平均は、11,000ドル（最高額は約40,000ドル）。私立学校に通う生徒の家庭の26%が年収200,000ドル以上であり、親の学歴も総じて高い。同じ年収・学歴レベルで比べた場合は、白人家庭の私立校率がアフリカ系・アジア系・ヒスパニック系に比べてもっとも高く、とくにカトリックの多いアイルランド系・イタリア系・ポーランド系の私立校率が高い。

## イギリス
イギリスでは、インデペンデント・スクール（Independent school）と呼ばれている。

## 備考
- 日本で宗教団体を経営母体としている私立高校は全体の3分の1になり、その内、6割がキリスト教系、仏教系はキリスト教系の半分で、神道系はごくわずかとなり、さらに新宗教系は20校ほどとされる[9]。